# Schiedmayer

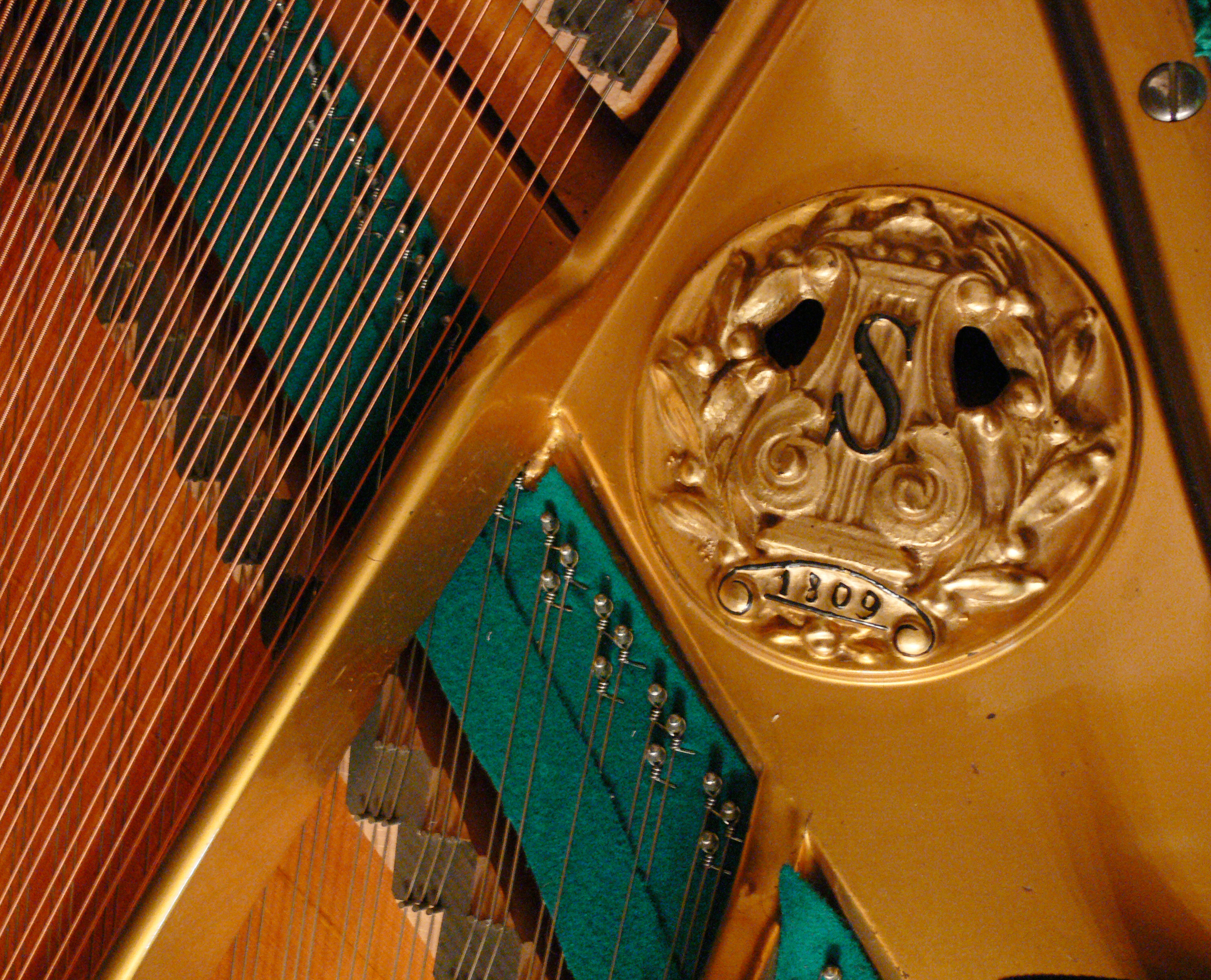
Schiedmayers firmamärke.

Schiedmayer är namn på en tysk musikinstrumentbyggarfamilj.
Johann Lorenz Schiedmayer (1786–1860) började 1809 i Stuttgart sin tillverkning av pianon, som fortsattes av hans söner Adolf (1820–1890) och Hermann Schiedmayer (1821–1861) under firma "Schiedmayer und Söhne". Fabriken, som vann vidsträckt anseende i synnerhet genom sina pianinon, förestods senare av Adolf Schiedmayer (1847–1921), en sonson till dess grundläggare.
Två andra söner till Johann Lorenz Schiedmayer, Julius (1822–1878) och Paul Schiedmayer (1829–1890), öppnade 1853 i Stuttgart en harmoniumfabrik, som likaledes utvecklade sig till en pianofabrik i stor stil och senare innehades av Pauls son Max Julius Schiedmayer (1865–1945).